# Reiki Kushida
Reiki Kushida (...) è un'astronoma amatoriale giapponese.
Ha scoperto la supernova 1991bg, diventando così la prima donna a compiere una scoperta visuale di questa classe di oggetti celesti, in seguito ne ha scoperte altre undici: 1994I, 1994ak, 1995D, 1996bu, 1997E,  1999gi, 2002cr, 2002fk, 2003J, 2004G, 2004bv .
Fa parte della Variable Star Observers League in Japan, le sue osservazioni sono contrassegnate col codice Kui .
Il Minor Planet Center le accredita la scoperta dell'asteroide 4875 Ingalls effettuata il 19 febbraio 1991 in collaborazione con il marito Yoshio Kushida.
Le è stato dedicato l'asteroide 5239 Reiki.